# Isola Južnyj (Isole Vchodnye)
L'isola Južnyj (in russo Остров Южный, ostrov Južnyj, in italiano "isola meridionale") è un'isola russa che fa parte dell'arcipelago di Severnaja Zemlja ed è bagnata dal mare di Kara.
Amministrativamente fa parte del distretto di Tajmyr del Territorio di Krasnojarsk, nel Distretto Federale Siberiano.

## Geografia
L'isola, che fa parte delle isole Vchodnye, è situata lungo la costa meridionale dell'isola Bolscevica, nello stretto di Vil'kickij (Пролив Вилькицкого, proliv Vil'kickogo), circa 3 km a sud del capo di Ancev (мыс Анцева, mys Anceva) e 4 km a est di capo Majskij (мыс Майский, mys Majskij), nella parte orientale della baia Solnečnaja (бухта Солнечная, buchta Solnečnaja). Un poco a nord-est si trova l'altra isola del gruppo (Severnyj)
È di forma leggermente allungata da nord-est a sud-ovest e misura meno di 1 km. Non sono presenti rilievi significativi; le coste sono piatte.

## Isole adiacenti
- Isola Severnyj (остров Северный, ostrov Severnyj), a nord-est.
- Isole di Tranze (oстрова Транзе, ostrova Tranze), a sud-ovest.